# Висенте, Жил
Жил Висе́нте (порт. Gil Vicente; [ˈʒiɫ viˈsẽtɨ]; около 1465 – около 1536) — португальский драматург и поэт, первый признанный автор эпохи Возрождения в португальской литературе.

## Биография
Дата и место рождения драматурга неизвестны. Cлужил при дворе королей Мануэла I и Жуана III, где сочинял пьесы, был актёром и режиссёром. Судя по сценическим ремаркам в сохранившихся текстах, Висенте активно использовал театральную музыку — собственную (не сохранилась) и других композиторов. По некоторым данным, занимался и ювелирным делом. Был дважды женат, имел многочисленное потомство. Дата и место смерти неизвестны.

## Творчество
Висенте — родоначальник португальского театра. Из 48 сохранившихся пьес, датированных между 1502 и 1536 гг., 20 написаны на португальском, 12 на кастильском (старинной разновидности испанского), остальные макаронические.
Излюбленными жанрами писателя были ауту и фарс, восходящие к народному 
вертепу и балагану. В них появляются представители социальных типов (крестьяне, солдаты, священники), персонажи языческой мифологии, Библии, средневековой демонологии. Отличительной чертой Висенте является его патриотизм (идея «Бога-португальца», пронизавшая португальскую культуру вплоть до XX века). Некоторым ауту присущ глубокий философский смысл, выдающий знакомство автора с античной и раннехристианской литературой.
Несмотря на противодействие инквизиции (были уничтожены несколько его произведений, а другие потеряли более тысячи строф), творчество Висенте прочно вошло в мировую литературу от Камоэнса до Гарсиа Маркеса и Сарамагу. Некоторые стихи поэта положены на музыку Брухом и Шуманом.

### Пьесы
- «Ауто о посещении, или Монолог пастуха» (1502)
- «Плач Марии Мулатки» (1522)
- «Фарс об Инес Перейра» (1523)
- «Священник из Бейры» (1526)

## Издания
Скачать из Национальной библиотеки Португалии

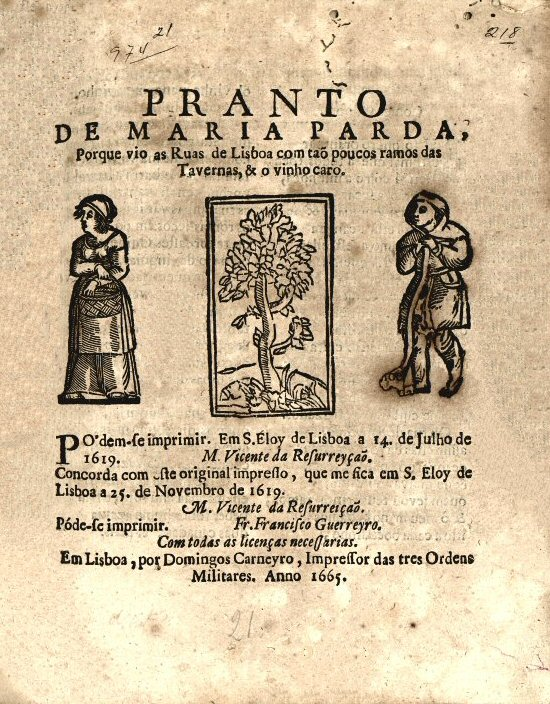
Плач Марии Мулатки. Лиссабон: Домингос Карнейро, 1665 г.

- Copilaçam de todalas obras de Gil Vicente a qual se reparte em cinco liuros. O primeyro he de todas suas cousas de deuaçam. O segundo as Comedias. O terceyro as Tragicomedias. No quarto as Farsas. No quinto às obras meudas. (порт.) / Vam emmendadas polo Sancto Officio como se manda no cathalogo deste Regno. — Lisboa: Andres Lobato, 1586. — 558 p.
- Copilacam de todalas obras de Gil Vicente (порт.) / a qual se reparte em cinco liuros. O primeyro he de todas suas cousas de deuaçam. O segundo as comedias. O terceyro as tragicomedias. No quarto as farsas. No quinto as obras meudas.. — Lisboa: Ioam Aluarez, 1562. — 498 p.
- Pranto de Maria Parda = Плач Марии Мулатки (порт.) / Porque vio as Ruas de Lisboa com taõ poucos ramos das tavernas, & o vinho caro.. — Lisboa: Domingos Carneyro, 1665. — 6 p.
- Autos portugueses de Gil Vicente y de la Escuela Vicentina (исп.) / con una introducción de Carolina Michaëlis de Vasconcellos.. — Madrid: Centro de Estudios Históricos – Junta para Ampliación de Estudios e Investigaciones Cientificas, 1922. — 448 p.

Скачать из Интернет-архив
- Obras de Gil Vicente — Tomo I (порт.) / Revisão, prefácio e notas de Mendes dos Remédios. — Coimbra: França Amado, 1907. — 480 p.
- Obras de Gil Vicente — Tomo II (порт.) / Revisão, prefácio e notas de Mendes dos Remédios. — Coimbra: França Amado, 1912. — 474 p.
- Obras de Gil Vicente — Tomo III (порт.) / Revisão, prefácio e notas de Mendes dos Remédios. — Coimbra: França Amado, 1914. — 422 p.
- Lyrics of Gil Vicente, with the Portuguese text (англ.) / Translated by Aubrey F. G. Bell.. — Oxford: B. H. Blackwell, 1914. — 129 p.
- Four plays of Gil Vicente (англ.) / Edited from the editio princeps (1562) with translation and notes by Aubrey Fitz Gerald Bell. — Cambridge University Press, 1920. — 98 p.

Скачать из Цифровая библиотека Камоэнса
- Auto da Barca do Inferno = Ауто об баржи ада / Bilbioteca Digital. — Clássicos da Literatura Portuguesa. — Porto: Porto Editora. — 38 с.
- Auto da Alma = Ауто об душа / Bilbioteca Digital. — Clássicos da Literatura Portuguesa. — Porto: Porto Editora. — 29 с.
- Auto da Índia = Ауто об Индии / Bilbioteca Digital. — Clássicos da Literatura Portuguesa. — Porto: Porto Editora. — 21 с.
- Farsa de Inês Pereira = Фарс об Инес Перейра / Bilbioteca Digital. — Clássicos da Literatura Portuguesa. — Porto: Porto Editora. — 38 с.

## Переводы на русский язык
- Фарс о погонщиках мулов. Действо о Хананеянке // Португальская драма. Сборник драматургов Португалии XVI века, статьи и комментарии. / Переводы Елены Любимовой. — М.: Искусство, 1984. — 352 с.
- Плач Марии Мулатки // Век перевода: Антология русского поэтического перевода XXI века. Второе десятилетие / Сост. Евгений Витковский. — Переводы Ирины Фещенко-Скворцовой. — М.: Водолей, 2012. — С. 469–480. — 624 с. — ISBN 978-5-91763-095-3.
- Плач Марии Мулатки // Лузитанская душа: Стихи португальских поэтов XV–XX веков / Сост. и пер. с португ. Ирины Фещенко-Скворцовой. — Москва: Водолей, 2017. — С. 29–42. — 232 с. — ISBN 978-5-91763-368-8.

## Память
В честь Жила Висенте выпущена серия из 4-х марок Португалии 1965 года. В Барселуше действует футбольный клуб, названный именем драматурга.